# The Last Straight Man
The Last Straight Man je americký hraný film z roku 2014, který režíroval Mark Bessenger podle vlastního scénáře. Film popisuje utajovaný vztah dvou mužů.

## Děj
Cooper má den před svatbou rozlučku se svobodou se svými kamarády. Zůstane v hotelu přes noc se svým kamarádem Lewisem a dojde mezi nimi k sexu. Poté se každý rok scházejí ve stejném pokoji. Lewis je do Coopera zamilovaný a své frustrace přetavuje do svých románů z červené knihovny. Během let mezi nimi vzniká stále hlubší vztah, ovšem Cooper nemá odvahu opustit svou ženu a děti.

## Obsazení
| Mark Cirillo            | Lewis  |
| Scott Sell              | Cooper |
| David Alanson Bradberry | Berney |